# Dzierwany
Dzierwany – wieś w Polsce położona w województwie podlaskim, w powiecie suwalskim, w gminie Wiżajny.
| SIMC    | Nazwa   | Rodzaj     |
| ------- | ------- | ---------- |
| 0771855 | Cisówek | przysiółek |

W granicach Dzierwany leżała dawna osada Łanowizna.
W latach 1975–1998 miejscowość administracyjnie należała do województwa suwalskiego.